# 스마트 경제
《정철진의 스마트 경제》는 정철진의 진행으로 SBS 러브FM에서 방송되었던 라디오 프로그램이다. 2013년 10월 11일 자로 2년 만에 폐지되었다.

## 코너
- 생생 브리핑
- 오프닝 벨
- 요일별 코너
  - 월요일 : 세상의 음모를 읽어라
  - 화요일 : 경제기사 바로 읽기
  - 수요일 : 경제 상식을 높이자
  - 목요일 : 건강이 돈이다
  - 금요일 : E.T(Economic Trend)잡아라